# أحمد سعيد عبد الرب
أحمد سعيد عبد الرب مواليد 27 أبريل 1994 لاعب كرة قدم يمني يجيد اللعب في خط الوسط في نادي ذات راس ومنتخب اليمن.
لعب سابقاً مع نادي التلال ونادي وحدة عدن و وقع مع نادي ذات راس مطلع عام 2019 .

## روابط خارجية
- أحمد سعيد عبد الرب على موقع قاعدة بيانات كرة القدم.إي يو (الإنجليزية)
- أحمد سعيد عبد الرب على موقع ناشيونال فوتبول تيمز (الإنجليزية)
- أحمد سعيد عبد الرب على موقع كووورة